# 上柯尼希山
47°25′14.9″N 13°03′47.4″E / 47.420806°N 13.063167°E

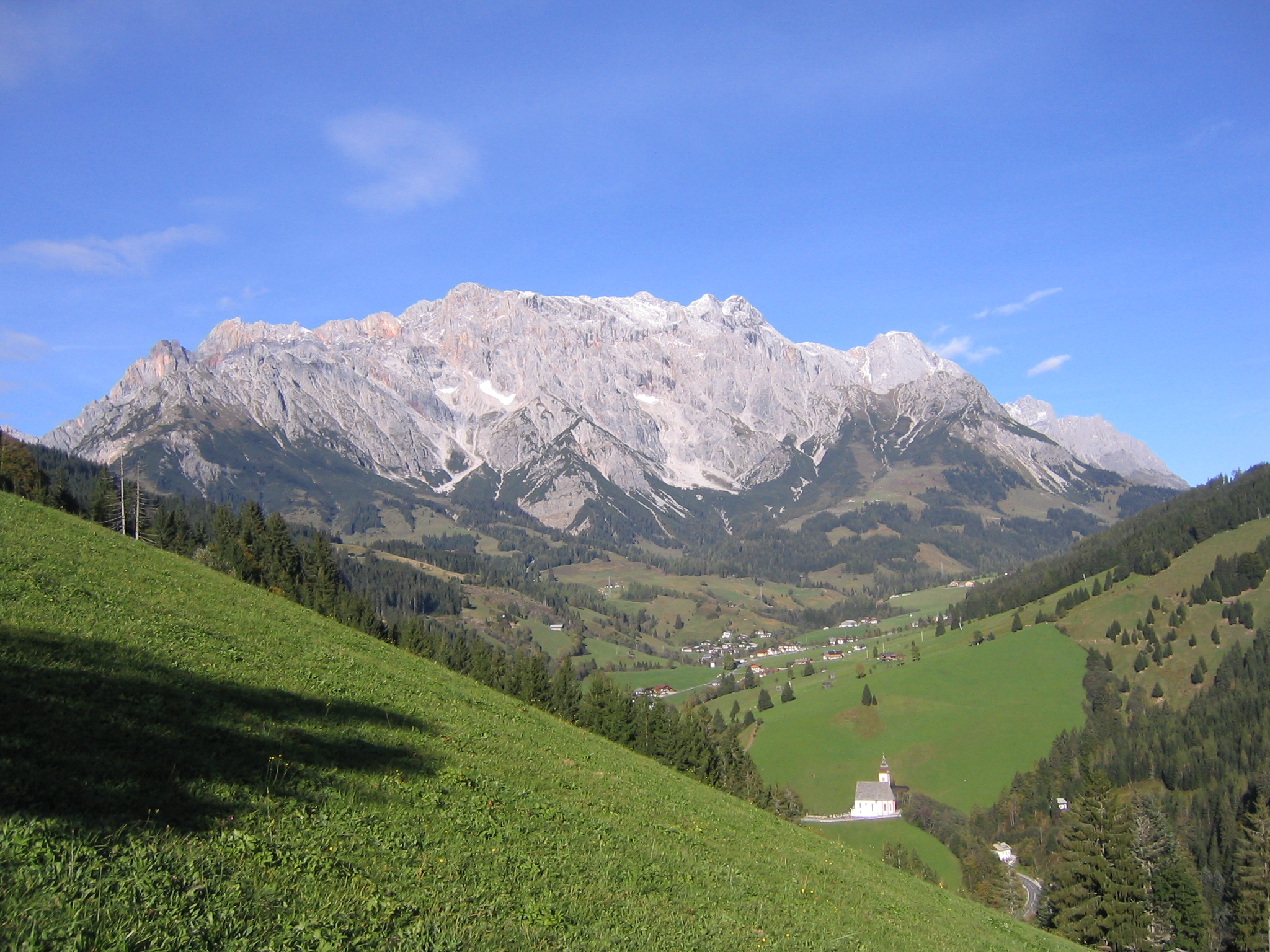
上柯尼希山一景

上柯尼希山（德語：Hochkönig），是奧地利的山峰，位於該國中部，由薩爾茨堡州負責管轄，屬於貝希特斯加登阿爾卑斯山脈的一部分，海拔高度2,941米，人類在1826年首次登上該山峰。